# Titularbistum Agrippias
Agrippias (ital.: Agrippia) ist ein Titularbistum der römisch-katholischen Kirche.
Es geht zurück auf einen untergegangenen Bischofssitz in der römischen Provinz Syria Coele und war dem Erzbistum Sergiopolis als Suffragandiözese unterstellt.
Der Titularsitz wurde im Januar 2017 erstmals vergeben.
| Titularbischöfe von Agnus |                 |                                                           |                 |                 |
| Nr.                       | Name            | Amt                                                       | von             | bis             |
| 1                         | Thomas Tharayil | syro-malabarischer Weihbischof in Changanacherry (Indien) | 14. Januar 2017 | 30. August 2024 |